# 革命前夕
〈革命前夕〉（英語：The Day Before the Revolution）是美國作家娥蘇拉·勒瑰恩的科幻短篇小說。它首次發表於1974年8月出版的短篇科幻小說雜誌《银河系科幻小说》上，再於1975年收錄於勒瑰恩的短篇小說集《風的十二方位》，以及其他選集內。故事發生在勒瑰恩創作的瀚星宇宙，與另一部長篇小說《一無所有》（同樣於1974年發表）有著緊密的聯繫。雖然作者在發表《一無所有》之後才執筆〈革命前夕〉，但文學評論家認為後者為前者的序曲。
〈革命前夕〉講述歐多的故事：她是位上了年紀的无政府主义革命分子，住在一個以她為名、奉行她提出的原則的公社裡。在一天的時間裡，她回顧昔日身為社運人士的點滴，同時得悉鄰國發生革命，並被捲入第二天的全面罷工計劃中。這次罷工暗指為革命的導火線，最終建立了《一無所有》中所描繪、基於歐多主義的理想化無政府社會。
〈革命前夕〉探討老人在喪慟、性慾上的表現，以及面對衰老和死亡的感受。小說榮獲星雲獎最佳短篇小說、軌跡獎最佳短篇小說、木星獎（短篇小說），並獲得雨果奖最佳短篇小说提名。小說廣受好評，評論家尤其讚揚勒瑰恩對歐多的刻畫；作家卡爾·約克更宣稱，作者出色地勾畫出一個因年老而步履蹣跚、但仍然驕傲堅強的女性形象。多位學者評論稱，這部小說代表勒瑰恩寫作風格的轉變，是顛覆主流敘事結構以及注入女性主義的轉折點。

## 背景和設定
〈革命前夕〉發生在娥蘇拉·勒瑰恩創作的瀚星宇宙內。在這個宇宙之中，人類是在海恩星上進化，而非地球。在故事發生前一百萬年，海恩人便征服殖民許多鄰近的行星系統。故事以烏拉斯星（Urras）為背景，描述革命人物萊雅·亞斯歐·歐多（Laia Asieo Odo）生命中的最後一天，而較早之前在她推波助瀾下激發的革命正席捲整個社會。作者勒瑰恩在1974年發布《一無所有》後，於同年撰寫並發表〈革命前夕〉，兩部作品設定在同一個行星系統中；因此，評論者認為〈革命前夕〉可被視作《一無所有》的序曲。《一無所有》中描繪的理想化無政府社會是以歐多的理念為基礎，是個無國家、科學發達、基本反權威的社會。歐多的支持者在革命之後，殖民於烏拉斯星的衛星安納瑞斯（Anarres），並在當地實踐歐多的理論，建立起沒有私有財產的社會。在《一無所有》中，她通常被稱為歷史人物歐多；但在這個以她的視角講述的故事中，他人稱她為萊雅。在〈革命前夕〉的序言中，勒瑰恩稱歐多的理念即為无政府主义，並將此故事獻給無政府主義者保罗·古德曼。

## 故事
故事以主角萊雅·亞斯歐·歐多的夢為引子。她在某次政治會議上，夢見年輕時的自己和當時的愛人。但實際上，她年衰歲暮，又經歷中風，猶如風中殘燭。她的丈夫塔維里·歐多·亞斯歐（Taviri Odo Asieo）早已撒手人寰，自己因政治迫害而被囚禁的日子已成過去，連她主要的無政府主義論文也是多年前撰寫的。她住在愛依歐（A-IO）國內某座「歐多公社」內，這類群居團體奉行她的無政府主義原則。她每日按部就班地生活，向秘書口述信件的回覆，吃著自己不想吃的飯菜。她漸漸意識到，無政府主義者給予她的一些地位、特權、榮譽，與她和他們所恪守的原則並不相符。在她的日常生活中，穿插著她對革命生活的回憶，包括起義失敗、愛人遇害、自己在獄中堅持寫作。她與秘書討論發生在夙烏國（Thu）的起義，以及其中一個省份宣佈脫離該國統治，秘書對此事甚為高興。隨後，她接見了一群外國學生。不過，她覺得自己被義務所困，失去自己一直追求的自由，於是決定在會面後悄悄外出進城。可惜還沒走多遠，她便感到筋疲力盡，最後被一位同住者發現。回到公社後，同住者要求她在翌日舉行的大會上致辭，更聲言要發起全面罷工，但她說她明天不在、不會參與，然後步履蹣跚地上樓走向自己的寢室。

## 發行和迴響

作家娥蘇拉·勒瑰恩，攝於1995年

〈革命前夕〉於1974年8月首次發佈於短篇科幻小說雜誌《银河系科幻小说》，再於1975年收錄於勒瑰恩的短篇小說集《風的十二方位》。它曾多次被編入選集，包括《星雲獎故事10》（1975年），以及潘蜜拉·薩金特的神奇女性系列第二卷《更多神奇女性》（1976年）。這篇小說被譽為勒瑰恩著名短篇小說，也是評論家最常分析的小說。小說於1975年獲授予星雲獎最佳短篇小說、軌跡獎最佳短篇小說、木星獎（短篇小說）。小說還獲得1975年雨果奖最佳短篇小说奖提名。值得一提的是，《一無所有》同年榮獲雨果獎最佳長篇小說和星雲獎最佳長篇小說。
〈革命前夕〉廣受好評，多位評論家將其稱為勒瑰恩筆下佳作。《出版者周刊》在評論《星雲獎故事10》時，稱〈革命前夕〉是勒瑰恩最好的短篇小說；不過，周刊在評論《更多神奇女性》時，稱它在該卷書籍中並不突出、出色。《軌跡》雜誌刊登蘇珊·伍德對《風的十二方位》的評論，她稱〈革命前夕〉是該書「最弱的故事」，又指勒瑰恩將它選為「其中一位離開奧美拉城的人的故事」（〈離開奧美拉城的人〉是同一小說集的另一故事），雖然增強了其「說教成分」，但同時削弱歐多生命的意義。相反，舟·沃頓在《反應者》雜誌撰文，指小說文筆優美，是該小說集中「最精彩的故事」，更稱它能幫助讀者找到在艱難時期繼續前進的希望。阿爾吉斯·巴德里斯在《奇幻與科幻雜誌》發文評價《更多神奇女性》時，認為這些故事「非常出色」，又稱〈革命前夕〉是自己讀過最好的勒瑰恩短篇小說。而在《銀河系科幻小說》中，斯彼得·羅賓遜在評論同一小說集時，稱〈革命前夕〉是件瑰寶，文筆極佳，優美動人。趙恬儀為《風的十二方位》中譯本撰寫導讀，認為相較於《一無所有》的批判意識，〈革命前夕〉倒有種滄桑感，又稱小說結尾絕美又空茫，令人聯想到《红楼梦》最後一回。
多位評論家認為〈革命前夕〉是勒瑰恩寫作之路的里程碑。文學學者理查德·艾利希（Richard Erlich）認為，歐多是勒瑰恩為作品注入女性主義的轉折點。沃頓在評論文章指出，主角歐多是位真實而複雜的老年女性，這樣的人物在當代科幻小說中十分罕見，在小說首次出版時更是如此。學者唐娜·懷特（Donna White）認為，在1978年《蒼鷺的眼睛》出版之前，歐多是勒瑰恩筆下最成功的女主角。她稱這個故事與科幻小說相比，更像當代寫實小說，並認為它與《一無所有》共同展現出勒瑰恩寫作風格轉變的一部分。文學學者吉姆·荷西（Jim Jose）則指出，雖然歐多是《一無所有》中重要的哲學人物，但〈革命前夕〉既沒有闡述其哲學論述，也沒有描述與革命相關的事件，反而將她視為普通人物、著墨於她的思想和情感。故此，荷西將這部小說視為勒瑰恩嘗試顛覆主流敘事框架的開始，目的是使敘事結構與敘事內容能夠更緊密地融為一體，從而產生宜居烏托邦的願景，而這種變化在她1985年出版的小說《永遠回家》中達到頂峰。

### 人物塑造與風格
有些評論家稱〈革命前夕〉為一部人物研究小說，科幻小說的背景設定只是附帶；然而在沃頓眼中，以具有複雜幻想歷史的外星社會，作為人物研究的背景，使這個故事與眾不同。評論家對於勒瑰恩的主角塑造給予好評。《雪梨晨鋒報》刊登威廉·努南（William Noonan）對《風的十二方位》的評論，努南對小說集給予正面評價，又指故事內裏的人物描寫出色。《聖路易斯郵報》的羅伯特·拉·羅奇同樣稱讚作者對歐多的描寫。文學學者戴倫·哈里斯-菲恩（Darren Harris-Fain）稱故事對於歐多的描寫動人，並表示〈革命前夕〉中全面的人物塑造展現了科幻小說的文學價值。學者喬·德·博爾特（Joe de Bolt）則稱小說是部「精美絶倫的論戰藝術」作品，但認為這個故事被貼上科幻標籤，反而令它得不到「應有的廣泛認可」。
作家夏洛特·斯皮瓦克（Charlotte Spivack）指出，勒瑰恩的科幻小說經常顛覆人們對老年角色的刻板印象。她又以歐多為例，指角色雖然處於死亡邊緣，但仍然富有創造力和活力，藉以稱讚勒瑰恩「靈活地塑造了人物特質」。作家西恩·蓋尼斯（Sean Guynes）也讚揚了故事中對「身為革命象征的頑固老女人」的描寫。科幻小說評論家喬治·埃德加·施萊瑟認為小說側重在死亡和衰老是「極為現實」，在歐多以無政府主義者自居時，她拒絶一成不變的狀況並質疑一切，但到了晚年時，她卻不得不接受身體開始衰竭，靜待死亡的來臨。作家卡爾·約克（Carl Yoke）則表示，勒瑰恩出色地勾畫出一個因年老而步履蹣跚、但仍然驕傲堅強的女性形象。他在補充時指，勒瑰恩對於老年的描繪不僅敏鋭而感性，更令人心酸和難以忘懷，正是她的這種描寫才使人物形象更加鮮明。他又以文中有關歐多回顧昔日的一段為例，指出勒瑰恩時常把老年人回憶往事的傾向以文字展現。總結時，他稱勒瑰恩把〈革命前夕〉的藝術水平提升到比一般故事更高。

## 主題
〈革命前夕〉探討老人在喪慟、性欲上的表現，以及面對衰老和死亡的感受。由於《一無所有》的主角較為年輕，因此這些主題未有出現在該書中。歐多在晚年時與周遭的活動和熱鬧格格不入，反而常常沉浸在自己的回憶中。斯皮瓦克稱歐多經歷著矛盾的衝動和感受，她稱這種特徵為「不斷變化的的矛盾心理」和「張力對立」。雖然歐多的舍友們將她奉為先驅，遵循著她所創作宣揚的革命理論，但她對他們抱有矛盾心理，甚至疑惑自己「到底為什麼要做一個好的歐多人？」文學學者卡特·漢森（Carter Hanson）認為，歐多在「反抗與順從、採取行動與拖拖拉拉」之間搖擺不定。她覺得自己被名義上的領袖和先驅角色所困，儘管她明白自己別無良策，卻依然透過打發秘書和離家來試圖維護自己的權力。斯皮瓦克同樣認為，歐多滿足於成為自己激發的運動中的紀念象徵，但也對人們如何看待她感到不滿。她一生都是政治運動的中心，但現時她擔心自己已淪為邊緣人物；同時，她又不願意參與他人安排給她的任務。歐多一生致力於社會變革，大部分時間都在著書立說，或者在監獄裡度過，可謂革命的「指路明燈」。然而在故事尾聲，當舍友們要求她在第二天舉行的大會發言時，她卻回答說「明天不在」，預示著死亡的到來終將使她無法親眼目睹自己一手締造的革命。
勒瑰恩用生動的意象來傳達老年人的經歷，例如：當歐多醒來後，她會檢查自己蒼老的雙腳，並以那具因中風而癱軟無力的身軀艱難地活著。歐多的活動穿插著她對於昔日的回憶；漢森認為，歐多的記憶推動小說劇情的發展。施萊瑟則表示，勒瑰恩著眼於歐多的晚年，而非她活躍於革命活動的時期，藉以審視人們除了理想主義之外的基本動機。在小說中，歐多亦向自己坦白，她的動機是性和虛榮，以及她曾經擁有但後來失去的幸福。而在作家珍·唐納維斯（Jane Donawerth）眼中，勒瑰恩是利用歐多的年老色衰，來審視她作為革命分子的妝容。她生命中各個方面都隨著時間流逝而變得破敗，身體衰退使她無法工作，愛人身亡摧毀了她的愛情生活。死亡靠近時，歐多恢復了孩童時的自由，並在公社內的小女孩們身上看到同樣的自由。唐納維斯稱，勒瑰恩認為歐多的革命若想成功，就必須創造出「可愛且無拘無束的小女孩們」，讓她們見證革命的成功。唐納維斯又指，歐多在最後一天的展望體現了她的耐性，而不是她一生中所不再有的希望或憤怒。漢森認為，對於歐多周圍的人而言，她自身的記憶「消逝並被納入」歐多主義信徒所需的象徵之中。艾利希則宣稱，歐多的信仰源於她一生的體驗，因此她象徵著「內在」。
斯皮瓦克將歐多視為勒瑰恩筆下其中一個活潑老人的例子，與《流亡者星球》中的沃爾德（Wold）和《地海彼岸》的中年格德（Ged）有相似之處。雖然這些角色都已老去，不過他們並非老套俗見的人物；他們受限於自己的身體，但仍有能力影響世界。文學學者羅賓·安妮·里德稱歐多是「霸道老婦」的又一範例，指她們是成功的革命者，因為她們能夠不計後果地「說出令人不快的真相」。她認為女權主義打破既定模式，顛覆了有關「直言不諱的老年女性」的負面形象。勒瑰恩在故事序言中，將歐多稱為「離開奧美拉城的人」；這裏指的是由同一作者撰寫的短篇小說〈離開奧美拉城的人〉，也有收錄在《風的十二方位》內，而且它是〈革命前夕〉的前一篇故事。在斯皮瓦克眼中，歐多是「奧美拉人民」的典型代表，他們「無法享受建立在他人痛苦之上的繁榮」。大衛·波特（David Porter）分析了〈革命前夕〉以及勒瑰恩在同一時期的著作，認為它們的共同主題是社會變革的必然性及其對個人的影響。

## 譯本
- 娥蘇拉·勒瑰恩. . . 由劉曉樺翻译. 木馬文化. 2019 [1975]. ISBN 978-986-359-703-2 （中文（繁體））.

## 外部連結
- 列在網路推理小說資料庫中的《革命前夕》
- 美国图书馆收錄的小說全文 （页面存档备份，存于）